# Клена, Дерек
Дерек Энтони Клена (англ. Derek Anthony Klena, род. 3 октября 1991 года, Сан-Димас, Калифорния, США) — американский актёр и певец.

## Биография
Дерек Клена родился 3 октября 1991 года в Сан-Димасе, округ Лос-Анджелес, штат Калифорния.
Клена начал свою карьеру с участия в театральных постановках. Он играл в таких мюзиклах как «Лак для волос», «Злая», «Мосты округа Мэдисон», «Анастасия», «Мулен Руж!», «Бульвар Сансет». В 2020 актёр номинировался на премию «Тони» за роль Ника Хили в «Зазубренной маленькой таблетке».
С 2013 года Клена снимается в кино и на телевидении. Он появлялся в эпизодах сериалов «Люди будущего», «Дневники Кэрри», «Закон и порядок: Специальный корпус», «Голубая кровь», «Куантико», играл второстепенных персонажей в ситкоме «Несгибаемая Кимми Шмидт», военной драме «Кодекс» и подростковом триллере «Милые обманщицы».

## Награды и номинации
| Год  | Премия | Категория                                   | Работа                         | Результат |
| ---- | ------ | ------------------------------------------- | ------------------------------ | --------- |
| 2020 | Тони   | Лучшая мужская роль второго плана в мюзикле | Зазубренная маленькая таблетка | Номинация |